# Браверман, Александр Арнольдович
Александр Арнольдович Браверман (род. 1 мая 1954 года в Харькове) — российский экономист, в с 2015 по 2020 гг. занимавший пост генерального директора АО «Федеральная корпорация по развитию малого и среднего предпринимательства» (Корпорация МСП с 2018 года входит в перечень институтов развития, координируемых государственной корпорацией развития «ВЭБ.РФ».). В 2021 году назначен первым заместителем председателя ВЭБ.РФ.

## Биография
Окончил Харьковский инженерно-экономический институт. Доктор экономических наук, профессор.
1984—1995 — ассистент, доцент кафедры экономики и организации производства химической промышленности, заведующий кафедрой маркетинга и менеджмента Московского государственного института тонкой химической технологии им. М. В. Ломоносова
1995—1997 — президент НО «Российская ассоциация маркетинга».
1997 — первый заместитель Председателя Госкомимущества Российской Федерации.
1997—1999 — первый заместитель Министра государственного имущества Российской Федерации.
1999—1999 — временно исполняющий обязанности Министра государственного имущества Российской Федерации.
1999—2000 — президент НО «Российская ассоциация маркетинга».
2000—2004 — первый заместитель Министра имущественных отношений Российской Федерации, статс-секретарь.
2006—2008 — председатель Комиссии по развитию рынка доступного жилья при Совете при Президенте Российской Федерации по реализации приоритетных национальных проектов и демографической политике.
2008—2015 — распоряжением Правительства Российской Федерации от 12 августа 2008 г. № 1145-р назначен генеральным директором Федерального фонда содействия развитию жилищного строительства.
октябрь 2015 — распоряжением Правительства Российской Федерации от 2 октября 2015 г. № 1946-р назначен генеральным директором АО «Федеральная корпорация по развитию малого и среднего предпринимательства» (АО «Корпорация „МСП“»).
декабрь 2020 — отправлен в отставку с поста гендиректора АО «Корпорация „МСП“» «в связи с переходом на другую работу». Преемник — Александр Исаевич.
2021 — назначен первым заместителем председателя ВЭБ.РФ.
27 мая 2022 года, из-за вторжения России на Украину, внесён в санкционный список Канады «соратников режима» за «соучастие в неоправданном вторжении России в Украину».

## Награды
- Орден «За заслуги перед Отечеством» IV степени (29 июня 2015 года) — за достигнутые трудовые успехи и многолетнюю добросовестную работу[8]
- Орден Почёта (1 мая 2004 года) — за большой вклад в формирование единой государственной политики в сфере управления федеральной собственностью и многолетнюю добросовестную работу[9]